# Yannic Han Biao Federer

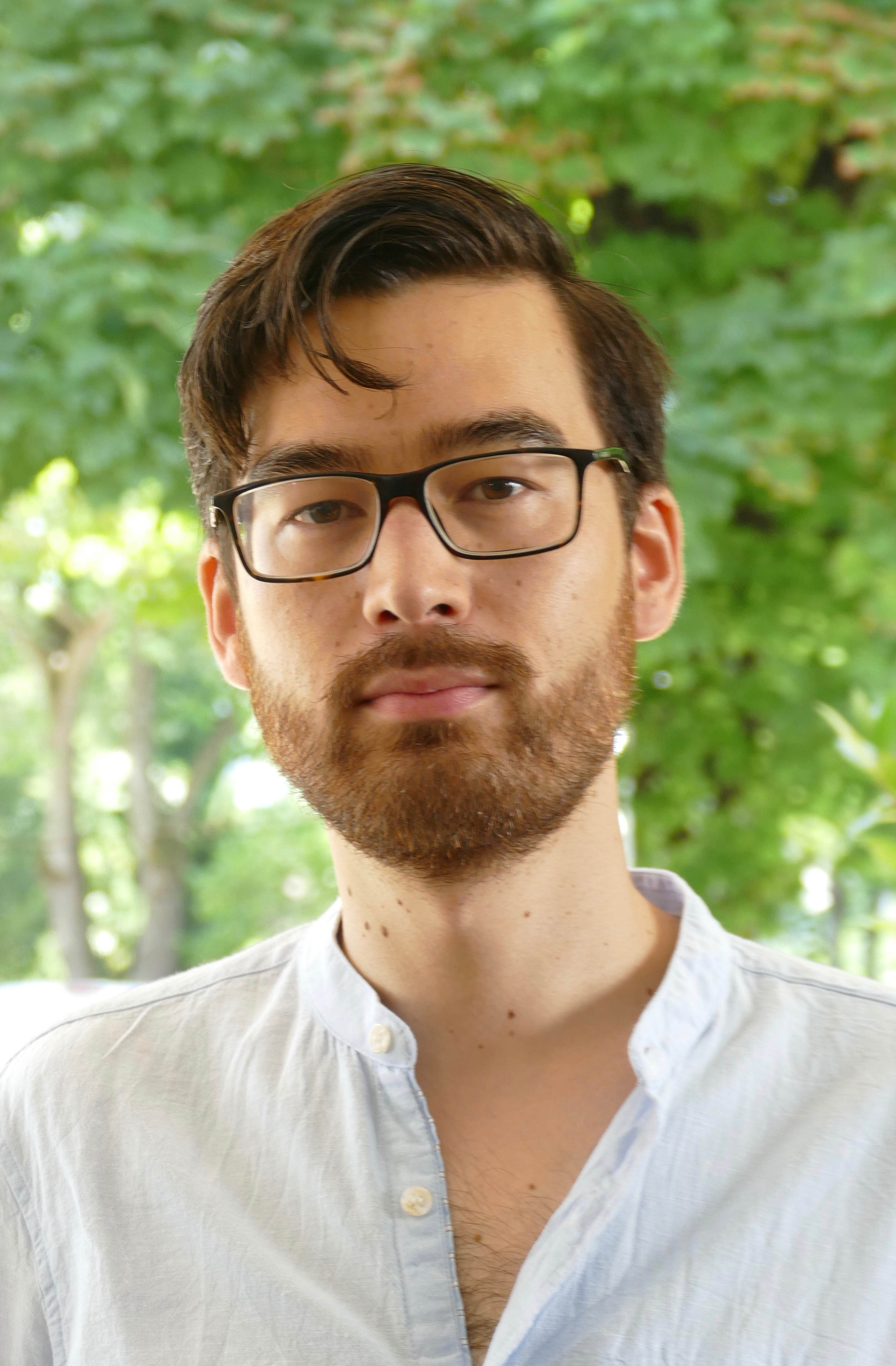
Yannic Han Biao Federer beim Ingeborg-Bachmann-Preis 2019

Yannic Han Biao Federer (* 1986 in Breisach am Rhein) ist ein deutscher Schriftsteller.

## Leben und Werk
Yannic Han Biao Federer wuchs als Sohn eines chinesischen Indonesiers und einer Deutschen in Südbaden auf. Nach seinem Abitur studierte er Germanistik und Romanistik in Bonn, Florenz und Oxford. Für die Badische Zeitung und die Deutsche Presse-Agentur war er als freier Mitarbeiter tätig. Sein Studium schloss er an der Rheinischen Friedrich-Wilhelms-Universität Bonn mit der Promotion ab; der Titel seiner Dissertation lautet: Masse & Apokalypse. Zur narrativen Entfaltung einer autoritären Konstruktion im Zombie-Genre. 2018 begann er eine Tätigkeit im Bereich Öffentlichkeitsarbeit am Literaturhaus Köln. Daneben arbeitete er als Lehrbeauftragter an der Universität Bonn.
Erste Erzählungen erschienen in Literaturzeitschriften und Anthologien, unter anderem in metamorphosen. Für seinen Prosatext Stay hungry, veröffentlicht in der Zeitschrift Karussell, erhielt er den mit 3.000 Euro dotierten Hauptpreis der Wuppertaler Literatur Biennale 2018.
2019 erschien sein Roman Und alles wie aus Pappmaché im Suhrkamp Verlag, der von der Kritik positiv aufgenommen wurde. Federer begleitet darin vier junge Menschen auf ihrer Suche nach Identität und Orientierung in einer brüchig werdenden Welt. Martin Oehlen lobte in der Frankfurter Rundschau, wie raffiniert arrangiert und genau beobachtet Federer die Entwicklung und Entfremdung einiger Freunde im Breisgau einfängt. In einem Beitrag für literaturkritik.de urteilte Sascha Seiler: „Der besondere Clou des Romans ist [...] die Kunst der Verdichtung, die Federer spielerisch beherrscht: In ihrer Häufung und ihrer schnellen Abfolge wirken die Ereignisse oft skurril, überzeichnet und wenig glaubwürdig. Denkt man sich jedoch die Zeit zwischen den Episoden hinzu, all das Verschwiegene [...], so merkt man schnell, nur mit Ausschnitten eines Lebens konfrontiert zu sein, die prägend und wegweisend waren.“
Auf Einladung von Hildegard Elisabeth Keller nahm Yannic Han Biao Federer 2019 an den 43. Tagen der deutschsprachigen Literatur in Klagenfurt teil und las dort seinen Text Kenn ich nicht. Im Rahmen des Wettbewerbs wurde er mit dem 3sat-Preis ausgezeichnet. Er ist Mitgründer des PEN Berlin und Mitglied im Jungen Kolleg der nordrhein-westfälischen Akademie der Wissenschaften und der Künste.
Federers zweiter Roman Tao erschien 2022 im Suhrkamp Verlag. Tao wird von Miriam verlassen und beginnt, der Migrationsgeschichte seines verstorbenen Vaters in einem literarischen Text nachzuforschen. Gleichzeitig interessiert sich auch Taos bester Freund Micha für seine Geschichte, als er ein Hörspiel über Hongkong schreibt. „Kulturelle Aneignung könnte man das nennen“, meint Eva Tepest in der taz. „Dabei eignet auch der Erzähler sich die Erfahrungen anderer an. So nutzt er Miriams Biografie zu deren Missfallen für seinen Text [...] Weil ‚Tao‘ genau solche Fragen aufwirft, ist der Text im Text kein überflüssiges Flexen.“ Für Tepest ist Tao „ein smarter Roman über das Schreiben. Über die Suche nach einer engagierten Literatur, die sich der Komplexität von Erinnerung, Identität und Sprache verschreibt.“ In der Welt am Sonntag konstatiert Marlen Hobrack: „Taos Lebenskrise ereignet sich vor dem Hintergrund der Hongkonger Proteste, womit Federers Roman ein komplexes diskursives Feld aufruft: vom westlichen Werte-Universalismus bis zum Kolonialismus.“ Auch die antichinesische Gewalt in Indonesien ist Thema der Handlung.
Sein Theaterstück Drive in wurde für den Retzhofer Dramapreis 2023 nominiert, den Leonie Lorena Wyss erhielt, Federer wurde von der Jury lobend erwähnt, in der Laudatio von Eva-Maria Voigtländer heißt es, Federer erzähle „leichtfüßig und mit viel schwarzem Humor vom Elend des modernen Arbeitsproletariats, vom Leben im Niedriglohnsegment. [...] Man lacht und gleichzeitig bleibt einem das Lachen im Hals stecken.“
2025 erschien die autobiografische Erzählung Für immer seh ich dich wieder, in der Charlotte und Yannic den Tod ihres Sohnes kurz vor dessen Geburtstermin verarbeiten müssen. Die Rezensenten zeigten sich berührt von der schmerzhaften Unmittelbarkeit des Textes. Federers knappe, rhythmische Halbsätze im Präsens erzeugen, so der Rezensent Valentin Wölflmaier im Deutschlandfunk, einen ungeheuren Sog. Das Buch erzähle präzise und poetisch von den Erfahrungen des Paares im Krankenhaus und auch von der empathischen Anteilnahme der Mitmenschen.
Ebenfalls 2025 wurde Federer mit seinem Theaterstück Asiawochen zum 42. Heidelberger Stückemarkt eingeladen und erhielt den Autor:innenpreis, den SWR Kultur Hörspielpreis sowie den Publikumspreis. Die Jury des Autor:innenpreises würdigte Asiawochen dabei als einen "umfangreich recherchierten und dabei doch so liebevoll spielerisch gestalteten, mit allen dramatischen Wassern gewaschenen Text [...], der im Erklären explodieren mag, aber nie den Boden unter den Füßen verliert".

## Auszeichnungen
- 2016 Förderpreis der Wuppertaler Literatur Biennale
- 2017 Rolf-Dieter-Brinkmann-Stipendium der Stadt Köln
- 2018 Harder Literaturpreis für Stay Hungry
- 2018 Hauptpreis der Wuppertaler Literatur Biennale für Stay Hungry
- 2019 3sat-Preis für Kenn ich nicht beim 43. Ingeborg-Bachmann-Preis
- 2020 Jahresstipendium für Schriftsteller des Ministeriums für Wissenschaft und Kunst des Landes Baden-Württemberg für Und alles wie aus Pappmaché
- 2022 Bayern 2-Wortspiele-Preis[19]
- 2022 Förderpreis für junge Künstlerinnen und Künstler der nordrhein-westfälischen Landesregierung[20]
- 2023 Hans-Gratzer-Stipendium für Asiawochen. Oder: Der Geist von Bandung[21]
- 2025 Autor:innenpreis, SWR Kultur Hörspielpreis sowie Publikumspreis beim 42. Heidelberger Stückemarkt für Asiawochen[22]

## Publikationen
- Und alles wie aus Pappmaché, Roman, Suhrkamp Verlag, Berlin 2019. ISBN 978-3-518-46939-2
- Tao, Roman, Suhrkamp Verlag, Berlin 2022. ISBN 978-3-518-43052-1
- Drive in, Theaterstück, Theater der Zeit 10/2023.
- Für immer seh ich dich wieder, autobiografische Erzählung, Suhrkamp Verlag, Berlin 2025. ISBN 978-3-518-47482-2
- Asiawochen, Schauspiel, Schaefersphilippen, Köln 2025.